# Pterolophia oshimana
Pterolophia oshimana là một loài bọ cánh cứng trong họ Cerambycidae.